# Montañeses FC
Montañeses Fútbol Club ist ein mexikanischer Fußballverein mit Sitz in der Stadt Orizaba im Bundesstaat Veracruz. Der erst 2021 gegründete Verein erwarb das Franchise des selbst erst 2 Jahre zuvor gegründeten Fuertes de Fortín FC, nachdem dieser in der Saison 2020/21 die Meisterschaft der viertklassigen Tercera División gewonnen und somit den Aufstieg in die drittklassige Liga Premier (Serie A) erzielt hatte.

## Geschichte
Nachdem die Albinegros de Orizaba Ende 2019 aufgrund von erheblichen finanziellen Problemen aus der Liga ausgeschlossen worden waren und die Stadt Orizaba – die sich gerne rühmt, die „Wiege“ des mexikanischen Fußballsports zu sein – ohne Profifußballverein dastand, erwarben ortsansässige Geschäftsleute das Franchise des Aufsteigers Fuertes de Fortín FC und übertrugen es auf den neu gegründeten Montañeses FC, der ab der Saison 2021/22 die Stadt wieder in der Liga Premier vertritt.
Der Montañeses FC gewann zwar sein Auftaktspiel in der Liga Premier bei Deportivo Dongu mit 3:2, doch blieb dieser Erfolg zugleich sein einziger Auswärtssieg in der Apertura 2021. Auch von den insgesamt 7 Heimspielen in der Hinrunde der Saison 2021/22 konnten lediglich 2 gewonnen werden: 1:0 gegen Deportivo Zap und 3:0 gegen den Yalmakan FC. Mit der Gesamtbilanz von 3 Siegen, 4 Remis und 5 Niederlagen belegte die Mannschaft am Ende ihrer ersten Halbsaison den achten Rang von insgesamt 13 Teilnehmern.

## Vereinsname
Der Name Montañeses (deutsch Bergsteiger) bezieht sich auf die hügelige Umgebung der Stadt und wurde in Anbetracht der Tatsache gewählt, dass aus rechtlichen Gründen weder der Name der Stadt noch der des Vorgängervereins Albinegros aufgenommen werden durfte.

## Mannschaft und Trikots
Der Präsident des noch jungen Vereins, Francisco Jiménez, verkündete bei der Zusammensetzung der ersten Mannschaft, die in einem komplett mittelblauen Dress antritt, dass 90 Prozent der Spieler aus der Region von Orizaba stammen.

## Heimspielstätte
Seine ersten Heimspiele musste der Verein auf dem im Süden der Stadt gelegenen Complejo Deportivo Orizaba Sur austragen, weil das größere Estadio Socum nördlich des Stadtzentrums im Zuge der COVID-19-Pandemie bis auf Weiteres geschlossen wurde.